# Municipio de San Diego de la Unión
El municipio de San Diego de la Unión es uno de los 46 municipios que conforman el estado mexicano de Guanajuato. Se localiza en la zona norte del estado y tiene una extensión de 1015.81 km² y una población de 39,668 habitantes según la encuesta intercensal de 2015. Su cabecera municipal es la ciudad de San Diego de la Unión.
Fue fundado por don Manuel María de Torres, con el nombre de Pueblo de Bizcocho el 30 de noviembre de 1719. Cumpliendo 300 años de su fundación. Fue en el año de 1875 en el que por decreto de fecha 4 de mayo, siendo gobernador del estado el General Florencio Antillón, se le concede el título de municipio. Cuenta con 37 mil habitantes siendo la cabecera municipal el núcleo económico, social, cultural y religioso del municipio.

## Historia
La región noreste del estado de Guanajuato estuvo habitada por Otomíes, Chichimecas y pequeños núcleos Aztecas. Nuño de Guzmán inició la conquista de estos lugares en el año de 1531 incorporándolos a la colonia española; quedaron al principio dentro de la provincia de Michoacán, llamada también Valladolid, y a fines del siglo XVIII, al lograr autonomía, se convirtieron en intendencia de Guanajuato. Con motivo de la independencia fueron provincia del Imperio mexicano desde 1824, sin variar su territorio.
En el año de 1853 el Dr. Romero notifica al Obispado de Michoacán que San Diego fue constituido como curato en pocos años. Con respecto a la fundación de San Diego dice: El pueblo fue fundado el 30 de noviembre de 1719 por el Sr. Don Manuel María de Torres, Comandante Militar de San Luis Potosí; él mismo hizo avecindar algunas familias de españoles e indígenas que poblaron el lugar. En el oficio que el Comandante, General Brigadier Don Manuel María de Torres Valdivia, mandara al Excelentísimo Sr. Virrey, Don Juan Ruiz de Apodaca, con fecha 11 de septiembre de 1817, al margen dice: Con la debida satisfacción para el Virrey de España, respetuosamente acompaño original el parte del Capitán Don Higinio Juárez, comandante de la división de fieles realistas rurales de río Verde, situada en el Bizcocho, que dice haber destacado parte de ella a rescatar la boyada de la hacienda de Peñuelas, logrando conseguirlo. Con lo demás expresa al Virrey de España que el Teniente Don Ignacio Martínez que lo es de la compañía de Villela- lo ha recomendado distintas veces a Su Majestad, porque repite con frecuencia iguales servicios a éste. Estos datos muestran que el poblado de San Diego de la Unión tenía fundado ya más de cien años, pues Don Pedro González dice que la fundación legal es el 30 de noviembre de 1819. Durante la época colonial, constituye una de las grandes haciendas que se formó cuando la integración de los conquistadores.
En el archivo parroquial se establece que en el año de 1619 ya existía una ayuda de parroquia con un vicario fijo elevado posteriormente a Teniente Cura en San Diego, perteneciente entonces a la jurisdicción del Valle de San Francisco, actualmente Villa de Reyes municipio de San Luis Potosí.
Una de las primeras actas de bautismo que existen en el archivo parroquial corresponde al año de 1685. El 26 de septiembre de ese año fue bautizado Felipe, de origen morisco e hijo de padres desconocidos. Sus padrinos fueron el Sr. Diego de Villalpando y su esposa, Sra. Dorotea de Nicolás, asistentes en esta hacienda de la capitanía de Lázaro de Mendiola; firma como Vicario, Ignacio Ordóñez. Esto demuestra que el poblado se fundó hace más tiempo que el señalado oficialmente.
En un expediente del Archivo General de la Nación se encuentra comprobada la propiedad de la hacienda de San Diego del Bizcocho a favor de Doña Teresa Sáenz de Villela, viuda del Capitán Lázaro de Mendiola. Otro documento que testifica la antigüedad del municipio lo constituye un expediente del litigio que sostuvo Andrés de Palencia, dueño de las haciendas de San Diego del Bizcocho y Las Trancas, contra Diego de la Fuente. Este documento comprende los años de 1648 a 1704.

## Formación
Acerca de la integración del actual municipio de San Diego de la Unión, se sabe que en el año de 1643 el Capitán Don Antonio Arizmendi Gogorrón, compuso con Su Majestad todas las haciendas, sitios y tierras que tenían y les pertenecían en diferentes jurisdicciones y sirvieron a su Majestad por mil quinientos pesos. Los que pertenecen a este municipio son: Los Ojuelos, Las Peñuelas, Ojo del Saucillo, Las Fuentezuelas, Guajuaguán, Los Venados y El Jaral, que constituyen las comunidades más antiguas del poblado de San Diego.
Don Pedro González, en su Geografía Local del Estado de Guanajuato dice: San Diego de la Unión antes era conocido como San Diego de Alcalá o del Bizcocho; tuvo su primer nombre por el del Santo Patrono que ahí se venera cada 13 de noviembre y el segundo nombre lo adquirió por la figura del cerro inmediato que se parece al pan así llamado. A los habitantes del poblado no les pareció este último nombre y para que no se escuchara tan mal decidieron que la hacienda vecina se llamare San Juan Pan de Arriba y al pueblo del Pan de Abajo finalmente lo nombraron San Diego de la Unión.
El lugar del pueblo perteneció a la hacienda de la Noria de Alday, propiedad de Don Joaquín de Alday hasta el 30 de noviembre de 1819. El Comandante Militar de la Plaza de San Luis Potosí Brigadier Don Manuel María de Torres y Valdivia, le dio el título de Pueblo para instalar allí un destacamento.
En el trabajo del Dr. Romero Flores encontramos la idea de cómo estaba organizado el pueblo a mediados del siglo XIX, a lo que dice: La iglesia parroquial es chica y muy pobre, tiene de construida algo más de cien años, la administra un párroco y dos vicarios, tiene un panteón regular y está dedicada a San Diego de Alcalá, patrono del pueblo.
El territorio del curato comprende cuarenta y ocho leguas cuadradas (968.48 kilómetros cuadrados) con diecisiete haciendas de campo, veintiocho ranchos y cuatro independientes; los terrenos son sumamente resecos, el agua la extraen de pozos y de las presas construidas en las haciendas de Peñuelas, La Noria, La Sauceda y San Juan.
En lo político está sujeta al jefe de Partido de San Felipe. Es gobernada por un alcalde constitucional y un síndico procurador. Tiene una plaza en la que se realiza el comercio los días festivos; cuenta con treinta y una calles, dos escuelas, dos malos mesones y un regular caserío. Su población en el casco alcanza los 2.600 vecinos, y en todo el curato, incluyendo las de la Noria, Peñuelas, La Sauceda, Ojo Ciego y San Juan, llega a la cantidad de 36,000 habitantes. La mayoría de ellos son agricultores y comerciantes en pequeño.

## Geografía
El municipio de San Diego de la Unión se encuentra localizado en el centro-norte del territorio estatal de Guanajuato, en la región conocida tradicionalmente como la Chichimeca.
Tiene una extensión territorial de 1015.814 kilómetros cuadrados y sus coordenadas geográficas extremas son 21°37′ - 21°18′ de latitud norte y 100°35′ - 101°3′ de longitud oeste. Su altitud fluctúa entre los 1 800 y 2 800 metros sobre el nivel del mar.
El municipio limita al oeste y noroeste con el municipio de San Felipe, al sur con el municipio de Dolores Hidalgo y al este con el municipio de San Luis de la Paz. Al noreste limita con el estado de San Luis Potosí, en particular con el municipio de Santa María del Río.
En la parte norte del municipio se localiza una región montañosa conocida como sierra del Cubo, cuyas elevaciones más notables son los cerros del Pinalillo, Piletas, La Ventana, El Frasco, El Macho, San Pedro, Los Lobos, Cerro Gordo y las mesas de El Soyate, El Roble y El Colorado. Así también se encuentra una peña llamada "Peña Alta", cuya vista es impresionante. La altura media de estas elevaciones se calcula en 2.200 metros sobre el nivel del mar.
Las corrientes principales son el río San Diego; los arroyos La Tijera, El Pinalillo y Los Venados, que descienden uniéndose para formar el arroyo Bronco, cuyas aguas se vierten en las presas de La Boquilla, Belén, Rancho Viejo y San José.

## Demografía

### Localidades
En el censo de 2020 el municipio de San Diego de la Unión contaba con 201 localidades.
| Código INEGI      | Localidad              | Población (2020) |
| ----------------- | ---------------------- | ---------------- |
| 110290001         | San Diego de la Unión  | 7 946            |
| 110290103         | San Juan Pan de Arriba | 3 247            |
| 110290155         | Noria de Alday         | 2 357            |
| 110290071         | La Presita de la Luz   | 1 542            |
| 110290120         | La Sauceda             | 1 413            |
| 110290064         | Parritas               | 1 236            |
| 110290018         | Catalán del Refugio    | 1 119            |
| 110290037         | La Jaula               | 1 094            |
| Otras localidades | Otras localidades      | 21 100           |
| Total municipal   | Total municipal        | 41 054           |

## Haciendas

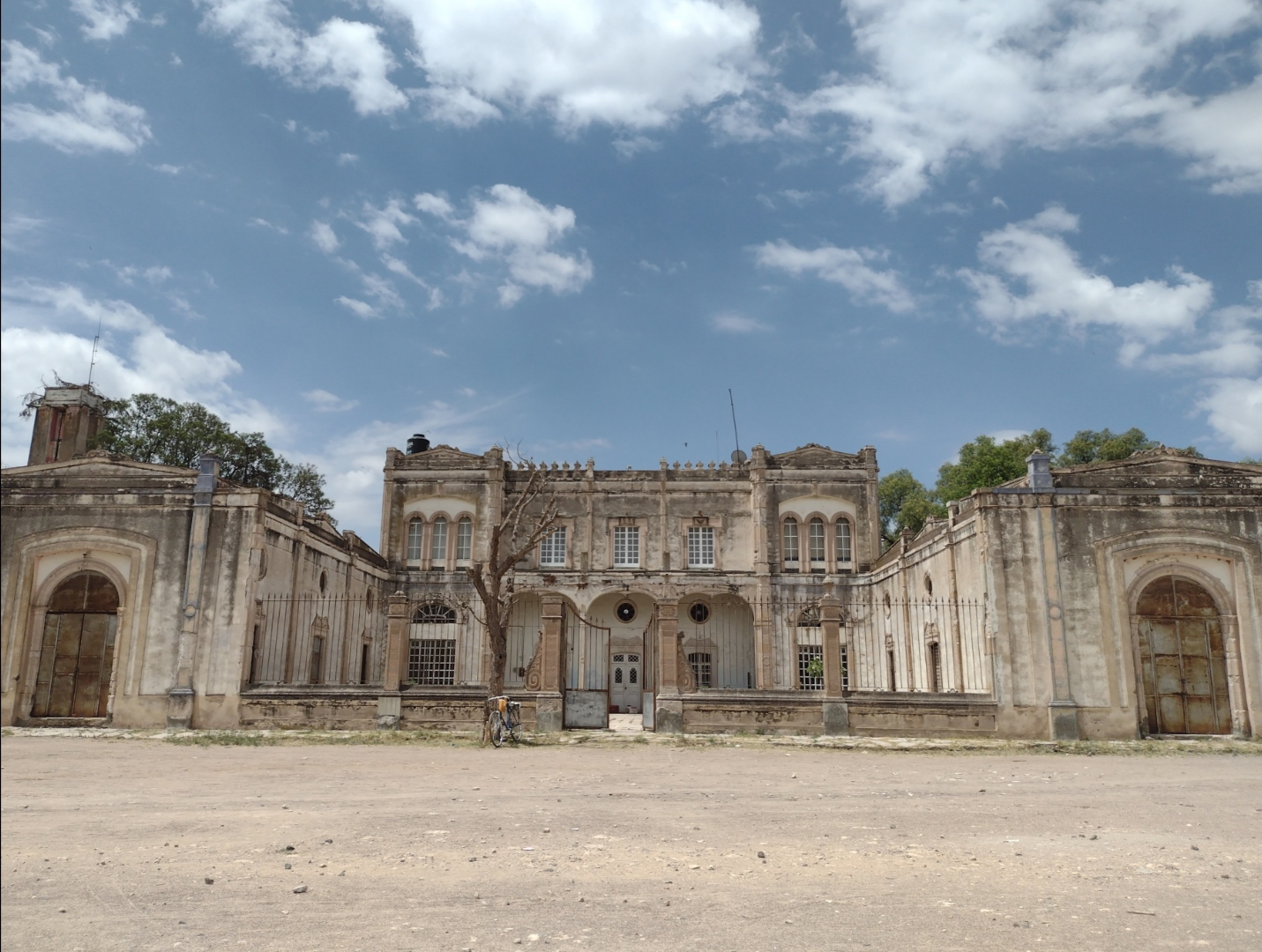
Exhacienda Noria de Alday.

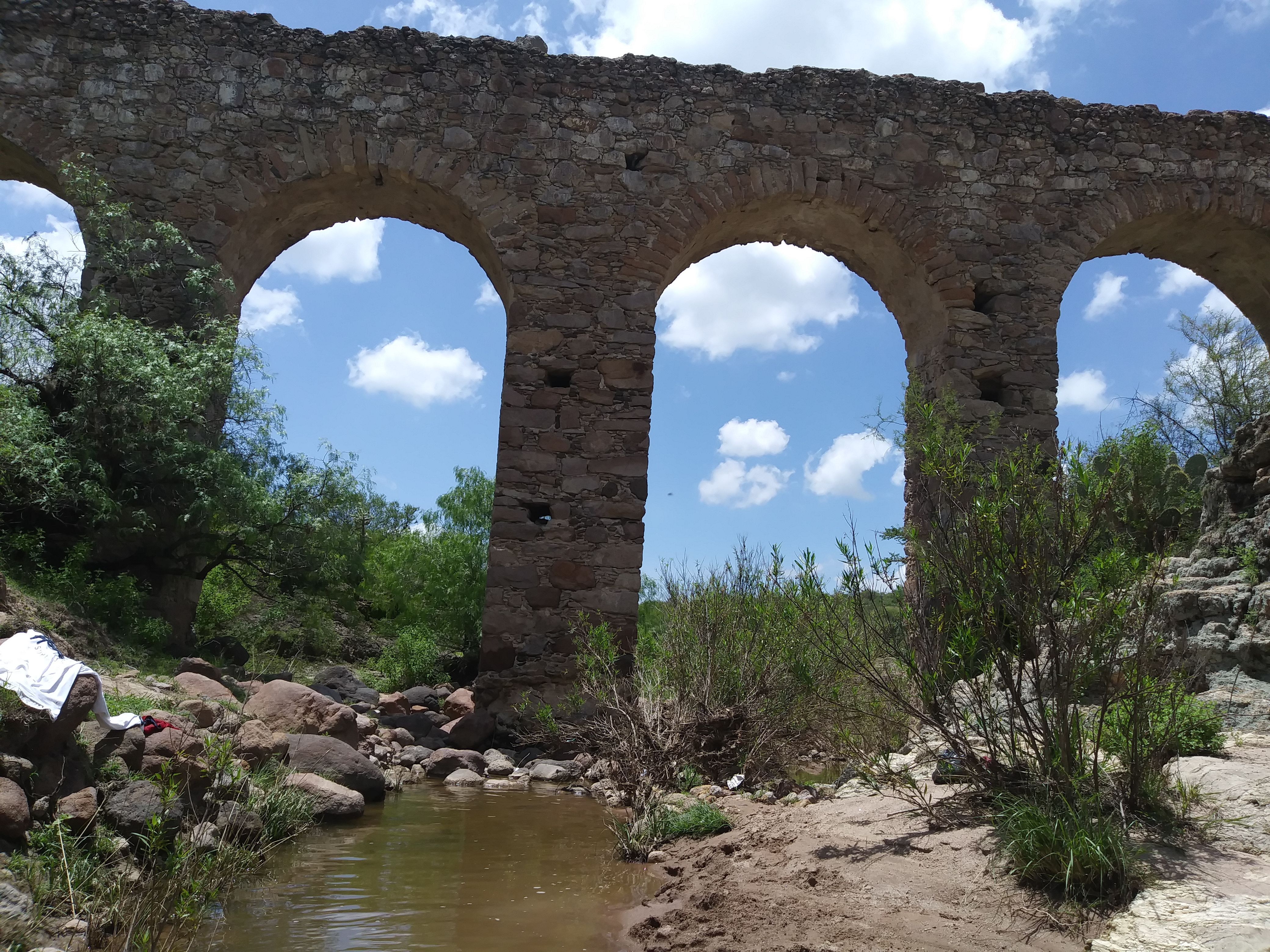
Arquito de la Exhacienda de Peñuelas.

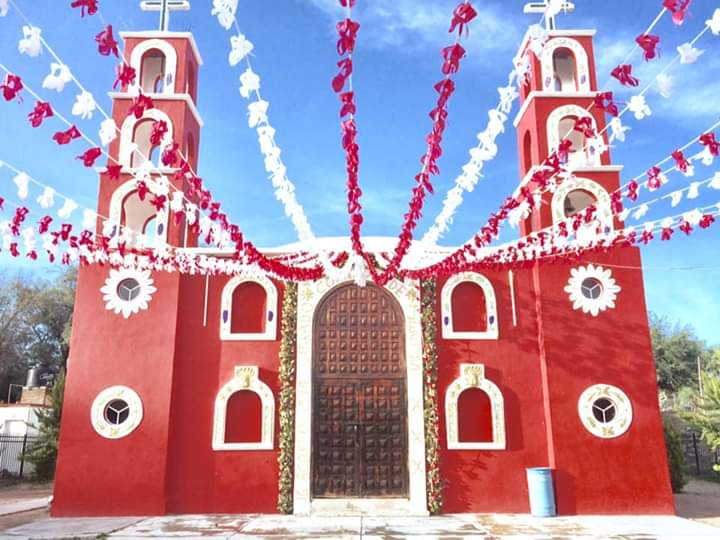
Templo de la Exhacienda de Ojuelos.

Hacienda de la Noria de Alday. Se ubica a tres kilómetros al sureste de San Diego de la Unión y llegó a tener más de 45,000 hectáreas de extensión aproximadamente. Esta hacienda se construyó en 1825 y está a cargo actualmente de la Sra. Agustina Silva de Peña.
Esta hacienda presenta una entrada principal de grandes ventanales enmarcados con cantera labrada, frente al acceso principal y el recibidor hay un jardín rectangular con un patio estilo mudéjar/morisco en cuyo centro tiene una fuente, las columnas estilo mixto los pasillos están decorados con un estilo árabe, con cintilla y recovecos, las bancas cubiertas de azulejo con paisajes de Guanajuato capital. Las pinturas situadas en el comedor son estilo artesanal con figuras surrealistas y míticas románticas.
El comedor es para cuarenta personas, el cielo raso es un telón con representación mítica.
Hacienda de Ojo Ciego.
Se localiza dentro del municipio de San Diego, en el kilómetro 120 de la carretera 57, Querétaro-San Luis Potosí. Actualmente funge como campamento de verano, ha sido acondicionada con una capacidad para alojamiento de 110 personas cuenta con cancha de fútbol (balompié), básquetbol, volei-playa, pista de go-cars, bicicrós, galería de tiro con rifle y de tiro con arco y pista de comandos, además tiene teatro, discoteca, alberca, salón de juegos y cafetería. Se realizan eventos de campamentos de escuelas, instituciones o grupos, graduación, retiros, convivencias y cursos.
Además tiene un giro ganadero ya que el administrador es el hijo del matador “Curro” Rivera, Francisco Rivera, las instalaciones también cuentan con un museo de trofeos de dicho matador.
Hacienda de Peñuelas.
Se localiza dentro de la zona oriente del municipio, y actualmente es una de las comunidades más prosperas del municipio. Cuenta con una presa y lugares de gran importancia simbólica para los locatarios como lo son el arquito, el molino, el pretil y el aventadero. Su último dueño fue Gabriel Cajiga, pero actualmente se encuentra distribuida en un ejido de la misma comunidad. Cuenta con unas ruinas al parecer de minería y donde se extraían metales. Tiene un templo católico encima de una montaña, el templo en honor a la Santa Cruz, aunque el santo patrono de la comunidad es "El Señor de la Humildad". En el pasado tuvo importantes cultivos de maíz, frijol y chile. Cuenta con un acueducto que permitía el riego de las tierras desde la presa principal.
Hacienda de San Juan Pan de Arriba.
Perteneció desde 1860 a Franco Obregón Pérez quien hizo varias construcciones importantes en la hacienda de su esposa, Mariana Zarate, entre ellas la presa de san Franco. Heredó a Lauro, quien se casó con María Santacilia Juárez, (descendiente de Benito Juárez). Se localiza en la comunidad de San Juan Pan de Arriba a cinco kilómetros de la cabecera municipal, tuvo una extensión de 19 mil 285 hectáreas. La fachada está hecha de adobe y calicanto al estilo español, tiene once habitaciones, un comedor, una cocina, una terraza, una sala, una cava y una taberna, la hacienda estuvo dedicada a la agricultura y ganadería siendo una de las más grandes de su época; después fue fábrica mezcalera, pero su principal actividad fue la crianza de toros de lidia al grado de que aquí se construyó el primer laboratorio de inseminación artificial de reses bravas.
Lo que ahora ofrece la fábrica de la exhacienda de San Juan son diversos tipos de moles con calidad gourment, como el rojo almendrado, el pipian verde, blanco almendrado o mole de nova y el negro estilo oaxaca los cuales exporta, de igual manera se produce mermelada con una variedad de fruto de cactus, conocida popularmente como borrachita y que tiene un sabor muy cercano al kiwi australiano.
Ex - Hacienda de la Sauceda.
Ubicada en el kilómetro 113 de la carretera 57 (Querétaro-San Luis Potosí), fue fundada hace más de 400 años, por el jesuita Gonzalo de Tapia, antes de la fundación del poblado de San Luis de las Peras (actualmente San Luis de Paz), como parte de un noviciado. Tenía una extensión de nueve mil 72 hectáreas.
Gonzalo de Tapia también fue fundador de muchas misiones en Nayarit, Sinaloa y Sonora. Cuando fueron expulsados de México los jesuitas, la hacienda pasó a ser propiedad de un señor Reyes, que se dice fue asesinado a lanzazos por chinacos en su afán de hacerlo confesar dónde tenía enterrado el dinero.
Su viuda vendió la hacienda de La Sauceda de los Mulatos a una familia de apellido De Haro, la cual procreó dos hijos.
En 1850, la hacienda pasa al Virrey Don Miguel Joseph de Azanza, quien hereda al señor Ignacio Azanza, quien se casa con Doña María Salgado. Heredada y dividida en 1914, sus hijos Ildefonso, Josefa, Ignacia, Concepción e Isidro Azanza Salgado venden posteriormente, quedando en manos del matrimonio de la señora Concepción Azanza y su esposo, el doctor Donaciano Cano. La casa es de dos pisos, con muros de piedra, tabique, barro común y adobe. Los entrepisos son de petatillo de ladrillo de barro sobre vigas de madera; sus techos son de bóveda catalana, de ladrillo, de barro sobre vigas de madera; las azoteas están enladrilladas, escobilladas e impermeabilizadas; las bardas son de piedra y adobe.
Los lambrines son de piedra en los comedores y azulejo en los baños, el pavimento es de laja y loseta de barro en los corredores. Las escaleras son de piedra, ladrillo y cemento. Las puertas y ventanas son de madera de mezquite y pino, entableradas.
La casa consta de cuartos para habitación, de servicio, baños generales, cocinas, panadería, comedores, ante comedor, trojes y bodegas de bóveda, salón de carpintería, taller especial para maquinaría agrícola, cuarto de sillas de montar, cocheras, almacenes, despacho, salas, clóset, despensa, corrales cercados de piedra, chiqueros, establos, corral para becerros y gallineros. También hay dos patios en la casa, un jardín, una plaza al frente, un puente, fuentes, una iglesia y una capilla en un cerro; un cuarto de squash, corredores techados con arcos de pilares de cantera, caballeriza, cuartos de uso general, solar grande bardeado con dos hileras de arco y otro solar con curato (casa del cura). Actualmente, la mayoría de los terrenos, los poseen los hijos del doctor Ignacio Cano Azanza (hijo del doctor Doniciano Cano y la señora Concepción Azanza) y la señora Concepción Arrieta de Cano (ya fallecidos).
Ex – Hacienda de la Jaula.
Ubicada al noreste de la cabecera municipal, la hacienda tiene una antigüedad de 200 años.
Sus primeros dueños fueron las señoras Cayetana y Rosalía Peña, tías de Don León y Don Daniel Peña. La hacienda se repartió entre los hermanos Peña, pero más adelante Don León compró a su hermano la parte que le correspondía. Finalmente la hacienda pasa a manos del señor Salvador Vertiz, sobrino de don León Peña. La entrada principal se encuentra muy deteriorada.
A un costado están las bodegas, donde se destila vino de tuna, se almacena y envasa para exportarlo.
Hacienda de Parritas.
Se localiza al noroeste de la cabecera municipal y tiene una superficie de 450 hectáreas. Anteriormente el dueño era el Sr. Ricardo Gordoa Peña, quien ha vendido a diferentes personas. Actualmente el casco de la hacienda es propiedad de dos nietas del Sr. Ricardo. La hacienda es una de las reconocidas en la región por su giro ganadero y la fiesta brava, en la actualidad también se puede efectuar el avistamiento de aves, así como alguna tienta a las personas que la visiten, manejaban aproximadamente 300 cabezas de ganado que servían solo para cría, ahora se cuenta con un mayor número de ganado.
Hacienda de Ojuelos. 
Se localiza en la parte sureste del municipio y es uno de los más antiguos del municipio, cuenta con una fuente de agua potable, así como mantos acuíferos lo que ocasiona mucha humedad en el suelo de la localidad. Fue y es un importante productor de maíz, brócoli y cebolla en la región. Cuenta con vestigios antiguos como la Santa Cruz.

## Grupos étnicos
La población indígena existente en el municipio es de apenas 37 personas, es decir, el 0,10% de la población total del municipio, también existen 8 niños menores de 5 años que sus padres hablan alguna lengua indígena.

## Religión

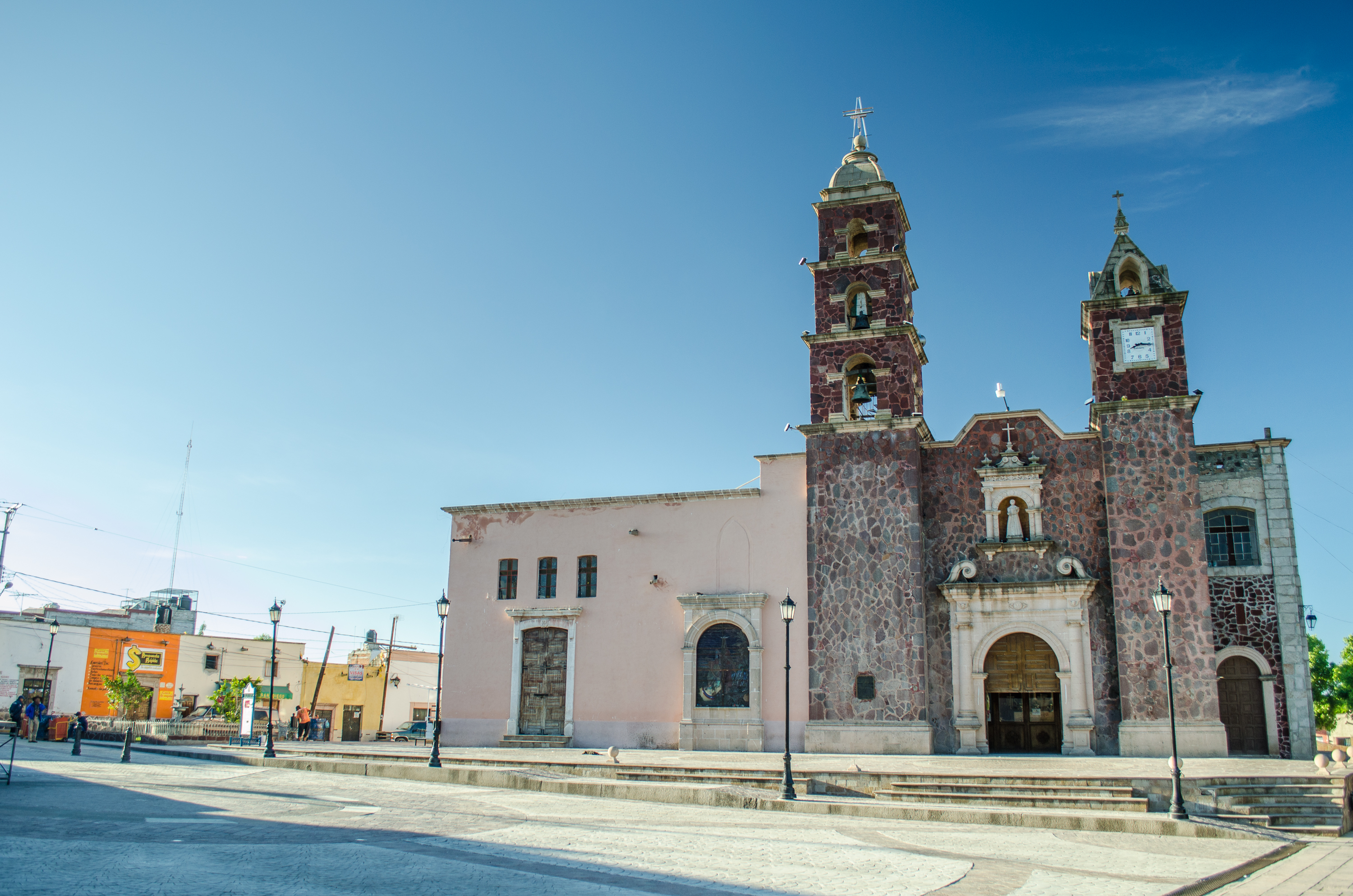
Parroquia San Diego De Alcalá.

La religión que predomina en el municipio es la católica con 98,33% de la población mayor de 5 años, le siguen las protestantes y evangélicas al igual que las bíblicas no evangélicas y finalmente las personas sin religión son 0,35%.
En el municipio se localizan dos parroquias católicas la parroquia de San Diego de Alcalá en la cabecera municipal y la de San Antonio de Padua en la comunidad de La Granja. La primera perteneciente al Decanato de Dolores Hidalgo y la segunda al de San Luis de la Paz.
Sus comunidades más lejanas también pertenecen a parroquias vecinas como la parroquia de la Natividad de María en Adjuntas del Monte, La Exaltación de la Santa Cruz en La Soledad Nueva ambas en Dolores Hidalgo y la de Nuestra Señora de Lourdes en Estación de Lourdes, San Luis de La Paz.
Todo el municipio pertenece a la diócesis de Celaya, el actual párroco es Norberto Grimaldo Méndez oriundo de la Comunidad de Catalán y el vicario Yovan Arturo Llanos Galicia. 

## Educación
Para la educación básica existen planteles de enseñanza preescolar, primaria en casi todas las comunidades y secundaria solo en las comunidades más grandes.
Cuenta con 19 centros de educación media superior.
| Localidad              | Tipo de Centro educativo          |
| ---------------------- | --------------------------------- |
| San Diego de la Unión  | CECYTE Guanajuato                 |
| Catalán del Refugio    | EMSAD CECYTE                      |
| Cabaña del Rey         | SABES                             |
| Presita de la Luz      | SABES                             |
| Pozo Ademado           | SABES                             |
| Presa de Monjas        | SABES                             |
| Parritas               | SABES                             |
| San Juan Pan de Arriba | SABES                             |
| Santa Anita            | TELEBACHILLERATO COMUNITARIO UVEG |
| Barranca de Cano       | TELEBACHILLERATO COMUNITARIO UVEG |
| El Rosalito            | TELEBACHILLERATO COMUNITARIO UVEG |
| Exhacienda la Jaula    | TELEBACHILLERATO COMUNITARIO UVEG |
| Mulatos                | TELEBACHILLERATO COMUNITARIO UVEG |
| Peñuelas               | TELEBACHILLERATO COMUNITARIO UVEG |
| San Antonio            | TELEBACHILLERATO COMUNITARIO UVEG |
| Providencia            | TELEBACHILLERATO COMUNITARIO UVEG |
| Carbonera              | TELEBACHILLERATO COMUNITARIO UVEG |
| Exhacienda de Jesús    | TELEBACHILLERATO COMUNITARIO UVEG |
| La Sauceda             | TELEBACHILLERATO COMUNITARIO UVEG |

Además cuenta con una universidad publica la Universidad para el Bienestar Benito Juárez García.

## Salud
Para proporcionar atención médica a la ciudadanía, el municipio dispone con la infraestructura suficiente y de buen nivel, tanto del sector público como privado, ya que existen instituciones como la Secretaría de Salud (SSG) y el Instituto de Seguridad y Servicios Sociales de los Trabajadores del Estado (ISSSTE).
| Localidad              | Tipo de centro de salud                    |
| ---------------------- | ------------------------------------------ |
| San Diego de la Unión  | CAISES SAN DIEGO DE LA UNIÓN               |
| San Diego de la Unión  | HOSPITAL COMUNITARIO SAN DIEGO DE LA UNIÓN |
| Mulatos                | ESI 41 MULATOS                             |
| Peñuelas               | UMAPS PEÑUELAS                             |
| Pozo Ademado           | UMAPS POZO ADEMADO                         |
| El Rosalito            | UMAPS EL ROSALITO                          |
| Exhacienda de Monjas   | UMAPS EX-HACIENDA DE MONJAS                |
| La Presita de la Luz   | UMAPS LA PRESITA                           |
| San Juan Pan de Arriba | UMAPS SAN JUAN PAN DE ARRIBA               |
| La Sauceda             | UMAPS LA SAUCEDA                           |
| Catalán del Refugio    | UMAPS CATALÁN DEL REFUGIO                  |
| Peñuelas               | UMAPS PEÑUELAS                             |

Recientemente se reaperturo la clínica del IMSS la unidad médica familiar No.29.

## Abasto
San Diego de la Unión cuenta con comercio local en su mayoría, su mayor auge es el día domingo donde se instalan en su mayoría comercios por las principales calles de la ciudad.
Se tiene la presencia de tiendas departamentales como Coppel, además de supermercados como Bodega Aurrera y Bonsai. 

## Presidentes municipales
| Periodo   | Presidente                 | Partido | Periodo   | Presidente                     | Partido |
| --------- | -------------------------- | ------- | --------- | ------------------------------ | ------- |
| 1940-1941 | José O. Bocanegra          |         | 1980-1982 | Javier Castellanos Ávalos      |         |
| 1948-1949 | Alfonso Gaviño Hernández   |         | 1983-1985 | Jesús María Núñez Niño         |         |
| 1950-1951 | Simón Cárdenas Vázquez     |         | 1986-1988 | Javier Castellanos Ávalos      |         |
| 1952-1954 | Francisco Morales González |         | 1989-1991 | Primo Camarillo López          |         |
| 1955-1957 | Luis Obregón Santacilia    |         | 1992-1994 | Alberto Contreras Ramírez      |         |
| 1958-1960 | José Segura Cárdenas       |         | 1995-1997 | René López Mora                |         |
| 1961-1963 | Luis Obregón Santacilia    |         | 1998-2000 | Manuel Torres Rodríguez        |         |
| 1964-1966 | Raúl Rodríguez Rojas       |         | 2000-2003 | Gerardo Torres Silva           |         |
| 1967-1969 | Ignacio Camarillo López    |         | 2003-2006 | Carlos Manuel Torres Quilpas   |         |
| 1970-1972 | Paulo Sáinz Huerta         |         | 2006-2009 | Luis Gaudencio González Romero |         |
| 1973      | José Isabel Aguilar Leyva  |         | 2009-2012 | Graciela Pérez Negrete         |         |
| 1974-1976 | Javier Castellanos Ávalos  |         | 2012-2015 | Diego Alberto Leyva Merino     |         |
| 1977-1979 | Lucio Loyola González      |         | 2015-2018 | Juan Carlos Castillo Cantero   |         |
|           |                            |         | 2018-2021 | Diego Alberto Leyva Merino     |         |
|           |                            |         | 2021-2024 | Juan Carlos Castillo Cantero   |         |

El predidente Juan Carlos Castillo Cantero fue reelegido para un tercer mandato de 2024 a 2027 representado por el Partido Revolucionario Institucional.

## Servicios Públicos
El municipio ofrece a sus habitantes los servicios de alumbrado público, agua potable y alcantarillado, limpieza y recogida de basura, mercado público, rastro mecanizado, parques y jardines, seguridad pública. El drenaje cubre la cabecera municipal y algunas comunidades grandes como Presita, La Noria y Providencia. En cuanto al panteón municipal debido a que ya alcanzó su máxima capacidad se tiene prevista la construcción del nuevo panteón municipal.
Además cuenta con el centro impulso social "El Jaguey" que es administrado por el gobierno del estado.

## Vías de comunicación
La cabecera municipal tiene dos caminos de acceso, un ramal que entronca con la carretera central Querétaro- San Luis Potosí y el otro con la carretera Dolores Hidalgo-San Luis de la Paz, con un total de 82 kilómetros. Al municipio lo atraviesa la carretera federal 57 una de las más importantes del país, también lo atraviesan 42 kilómetros de vías férreas, hay una pista de aterrizaje para avionetas cerca de la ciudad de San Diego de la Unión.

## Medios de comunicación
San Diego de la Unión cuenta con una oficina de correos y una administración de telégrafos, lo que dice que la infraestructura en comunicaciones y al mismo tiempo desarrollo de estas ha sido lento, además se cuenta con servicios telefónicos e Internet en casi todo el municipio, aunque el desarrollo ha sido lento la cabecera ya cuenta con un sistema de televisión por cable y es sencillo encontrar servicios de Internet público en la cabecera. No existe un periódico local, aunque se distribuyen ejemplares del popular periódico correo.
En el municipio no hay centros de radio ni televisión.

## Agricultura
La actividad agrícola es la que más población ocupada abarca dentro del municipio y por supuesto es la más importante. San Diego de la Unión tiene una extensión de 60 mil 292 hectáreas de uso agropecuario o forestal y alrededor del 68,7% son ejidos. Para el año agrícola 1999-2000 se cosecharon 2 mil 752 ha. Los principales cultivos son Chile verde, frijol, maíz y alfalfa.

## Ganadería
El ganado ovino es la especie de mayor índice de crianza en el municipio y con una participación estatal de 7,51%, en segundo lugar están las aves, en tercero el caprino y finalmente el bovino; además de que hay actividades para el ganado porcino.

## Industria
La industria no es una de las actividades más importantes dentro del municipio con 23,92% de la población económicamente activa ocupada que es empleada en dicho sector. Basándonos en la población ocupada dentro de las actividades industriales la construcción es la más importante, seguida por la industria manufacturera.
Hay algunas empresas localizadas en el municipio como los son la empresa Flexi y Condumex.

## Servicios
Los servicios del municipio absorben el 30% de la población ocupada, por lo tanto, es el segundo sector de actividades en importancia del municipio. Dentro de las actividades de servicio la más importante es el comercio que ocupa el 11,2% de la población ocupada del municipio, seguida por los servicios educativos con 4,8%.

## Monumentos históricos
También está la antigua capilla que se encuentra casi a la salida de la carretera a Dolores Hidalgo, en la calle de Zaragoza 8, junto al templo del Refugio. Esta capilla es el monumento más antiguo de san Diego de la Unión, posiblemente se remonte hasta el siglo XVII. Originalmente era un pequeñísimo conjunto conventual hecho con adobe y piedra, tenía 2 grandes salones con bóveda de cañón corrido, una habitación pequeña y restos de pintura mural. La capilla tenía en el altar una representación del Calvario. El Cristo pasó a ser parte del altar del Refugio, mientras que las imágenes de Dimas y Gestas, dos bellos ejemplos de arte religioso popular, se van perdiendo lentamente, víctimas del olvido. Después de años de abandono, se ha tratado de recuperar sólo la capilla, pues las estancias se derrumbaron a causa de las aguas torrenciales que azotaron a la población hace más de 10 años.
Como monumentos históricos se pueden aprecian sus haciendas como la de la Sauceda, Peñuelas, Ojuelos, Pozo Ademado, La Granja entre otras.

## Personas destacadas
- José Cárdenas Peña: Embajador de México en Argentina. Representante de México ante la UNESCO en París, Francia. Autor de libros como Llanto subterráneo, Retama del olvido, Adonais a la elegía del amor y una de sus últimas obras fue Los contados días.